# Checoslovaquia en los Juegos Olímpicos de Berlín 1936
Checoslovaquia estuvo representada en los Juegos Olímpicos de Berlín 1936 por un total de 188 deportistas que compitieron en 17 deportes.  
El portador de la bandera en la ceremonia de apertura fue el luchador Josef Klapuch.

## Medallistas
El equipo olímpico checoslovaco obtuvo las siguientes medallas:
| Nombre | Deporte            | Competición                  |
| --- | ------------------ | ---------------------------- |
| Oro |                    |                              |
| Alois Hudec | Gimnasia artística | Anillas M                    |
| Jan Brzák-Felix Vladimír Syrovátka                                                                                               | Piragüismo         | C2 1000 m M                  |
| Václav Mottl Zdeněk Škrland | Piragüismo         | C2 10000 m M                 |
| Plata |                    |                              |
| Marie Bajerová Vlasta Děkanová Božena Dobešová Vlasta Foltová Anna Hrebinová Matylda Pálfyová Zdeňka Veřmiřovská Marie Větrovská | Gimnasia artística | Concurso completo por eqs. F |
| Václav Pšenička | Halterofilia       | +82,5 kg M                   |
| Jozef Herda | Lucha grecorromana | 66 kg M                      |
| Josef Klapuch | Lucha libre        | +87 kg M                     |
| Bohuslav Karlík | Piragüismo         | C1 1000 m M                  |
| Bronce |                    |                              |
| — |                    |                              |